# 富爾納

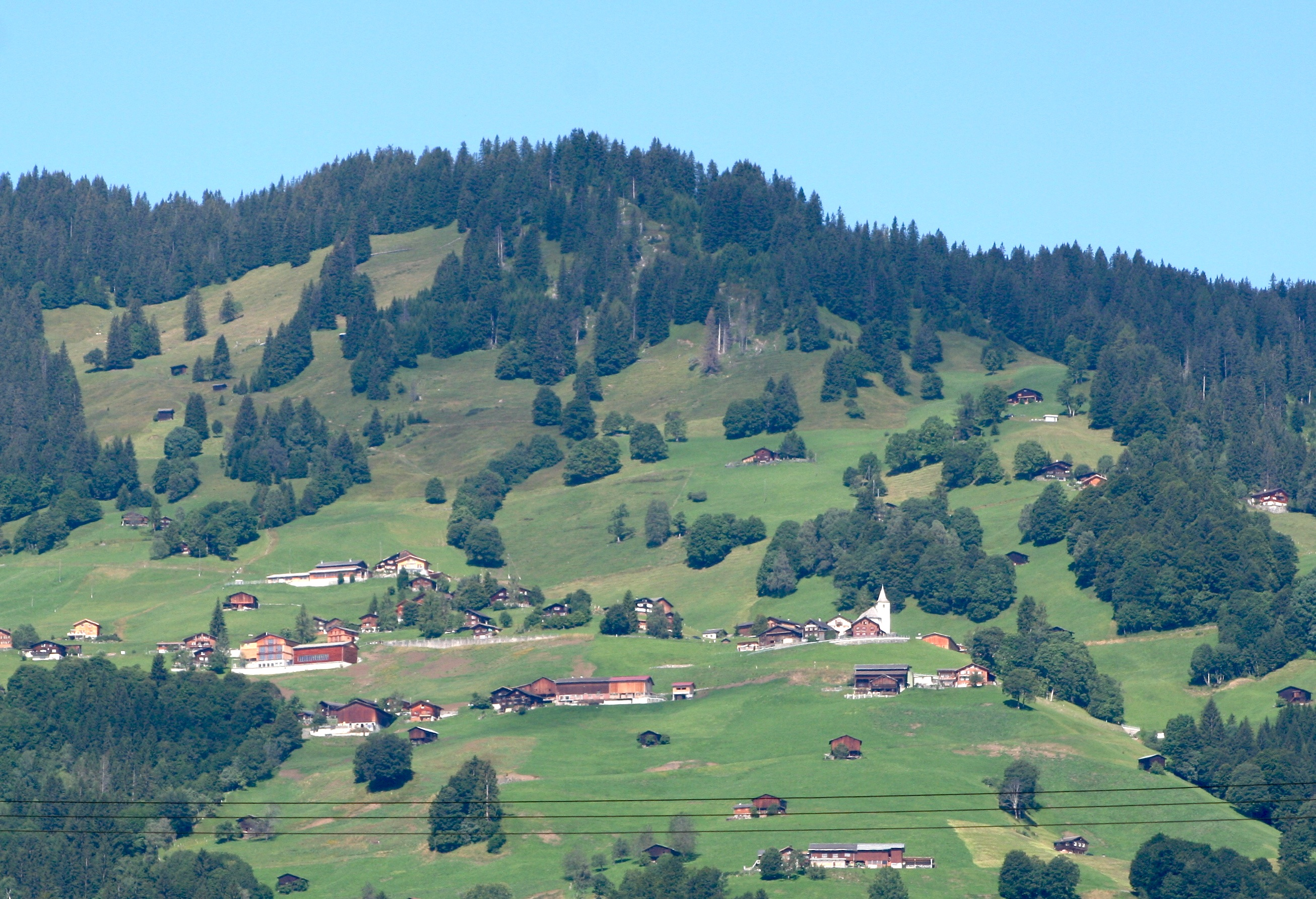

富爾納是瑞士的城鎮，位於該國東部，由格勞賓登州負責管轄，面積33.32平方公里，一半土地用作農業，海拔高度1,400米，2011年人口186，人口密度每平方公里6人。

## 外部連結
- Official homepage （页面存档备份，存于） （德文）